# Tornatina apicina
Tornatina apicina is een slakkensoort uit de familie van de Cylichnidae. De wetenschappelijke naam van de soort is voor het eerst geldig gepubliceerd in 1859 door Gould.